# ガスリー郡 (アイオワ州)
ガスリー郡（英: Guthrie County）は、アメリカ合衆国アイオワ州の中央部西に位置する郡である。2010年国勢調査での人口は10,954人であり、2000年の11,353人から3.5％減少した。郡庁所在地はガスリーセンター市（人口1,569人）であり、同郡で人口最大の都市でもある。
ガスリー郡はデモイン・ウェストデモイン大都市圏を構成する5郡の一つである。

## 歴史
ガスリー郡は1851年1月15日に設立され、郡名は米墨戦争の時に戦死したエドウィン・B・ガスリー大尉にちなんで名付けられた。

## 地理
アメリカ合衆国国勢調査局に拠れば、郡域全面積は593.06平方マイル (1,536.0 km2)であり、このうち陸地590.60平方マイル (1,529.6km2)、水域は2.46平方マイル (6.4km2) で、水域率は0.41％である。

### 主要高規格道路
- アイオワ州道4号線
- アイオワ州道25号線
- アイオワ州道44号線
- アイオワ州道141号線

### 隣接する郡
- グリーン郡 - 北
- ダラス郡 - 東
- アデア郡 - 南
- オーデュボン郡 - 西
- キャロル郡 - 北西

## 人口動態

### 2010年国勢調査
以下は2010年国勢調査による人口統計データである。
基礎データ
- 人口: 10,954人
- 人口密度: 7人/km2（19人/mi2）
- 住居数: 5,756軒
- 使用住居: 4,544軒[6]

### 2000年国勢調査

2000人口ピラミッド

以下は2000年国勢調査による人口統計データである。
| 基礎データ - 人口: 11,353人 - 世帯数: 4,641 世帯 - 家族数: 3,248 家族 - 人口密度: 7人/km2（19人/mi2） - 住居数: 5,467軒 - 住居密度: 4軒/km2（9軒/mi2） 人種別人口構成 - 白人: 98.61% - アフリカン・アメリカン: 0.12% - ネイティブ・アメリカン: 0.05% - アジア人: 0.14% - 太平洋諸島系: 0.04% - その他の人種: 0.42% - 混血: 0.61% - ヒスパニック・ラテン系: 1.06% 年齢別人口構成 - 18歳未満: 23.6% - 18-24歳: 6.3% - 25-44歳: 24.8% - 45-64歳: 24.9% - 65歳以上: 20.5% - 年齢の中央値: 42歳 - 性比（女性100人あたり男性の人口） - 総人口: 97.6 - 18歳以上: 94.3 | 世帯と家族（対世帯数） - 18歳未満の子供がいる: 27.9% - 結婚・同居している夫婦: 60.0% - 未婚・離婚・死別女性が世帯主: 6.6% - 非家族世帯: 30.0% - 単身世帯: 26.1% - 65歳以上の老人1人暮らし: 14.1% - 平均構成人数 - 世帯: 2.39人 - 家族: 2.86人 収入と家計 - 収入の中央値 - 世帯: 36,495米ドル - 家族: 43,601米ドル - 性別 - 男性: 31,018米ドル - 女性: 22,077米ドル - 人口1人あたり収入: 19,726米ドル - 貧困線以下 - 対人口: 8.0% - 対家族数: 5.8% - 18歳未満: 8.9% - 65歳以上: 8.1% |

## 都市と町
| - ガスリーセンター - 郡庁所在地 - アデア - バグリー - ベアード - ケイシー - クーンラピッズ | - ジャマイカ - メンロー - パノラ - スチュアート - イェール |

### 郡区
- ベイカー郡区
- ベアーグローブ郡区
- ビーバー郡区
- キャス郡区
- ドッジ郡区
- グラント郡区
- ハイランド郡区
- ジャクソン郡区
- オレンジ郡区
- ペン郡区
- リッチランド郡区
- シーリー郡区
- スチュアート郡区
- トンプソン郡区
- ユニオン郡区
- バレー郡区
- ビクトリー郡区